# Billie Myers
Billie Myers (Coventry, 14 de junho de 1971) é uma cantora britânica. Sua canção You Send Me Flying fez parte da trilha sonora internacional da telenovela Meu Bem Querer, da Rede Globo.

## Discografia

### Álbuns
- Growing, Pains (1998) - #1 Heatseekers, #91 The Billboard 200 [1]
- Vertigo (2000)
- Tea & Sympathy (2009)

### Singles
| Ano  | Single                              | Máximas posições atingidas | Máximas posições atingidas | Máximas posições atingidas | Máximas posições atingidas    | Máximas posições atingidas | Máximas posições atingidas | Máximas posições atingidas | Máximas posições atingidas | Álbum                        |
| Ano  | Single                              | UK Singles Chart           | The Billboard Hot 100      | Hot Dance Club Play        | Hot Adult Contemporary Tracks | Hot Adult Top 40 Tracks    | Billboard charts           | Top 40 Mainstream          | ARC Weekly Top 40          | Álbum                        |
| ---- | ----------------------------------- | -------------------------- | -------------------------- | -------------------------- | ----------------------------- | -------------------------- | -------------------------- | -------------------------- | -------------------------- | ---------------------------- |
| 1998 | "Kiss the Rain"                     | 4                          | 15                         | -                          | 28                            | 6                          | 1                          | 7                          | 3                          | Growing, Pains               |
| 1998 | "Tell Me"                           | 28                         | -                          | -                          | -                             | 25                         | -                          | 34                         | -                          | Growing, Pains               |
| 1999 | "You Send Me Flying"                | -                          | -                          | -                          | -                             | -                          | -                          | -                          | -                          | Growing, Pains               |
| 1999 | "It All Comes Down to You"          | -                          | -                          | -                          | -                             | -                          | -                          | -                          | -                          | Trilha sonora de Down to You |
| 2000 | "Am I Here Yet? (Return to Sender)" | -                          | -                          | -                          | -                             | -                          | -                          | -                          | -                          | Vertigo                      |
| 2000 | "Should I Call You Jesus?"          | -                          | -                          | -                          | -                             | -                          | -                          | -                          | -                          | Vertigo                      |
| 2005 | "Just Sex"                          | -                          | -                          | 8                          | -                             | -                          | -                          | -                          | -                          |                              |
| 2009 | "I Hope You're Happy Now"           | -                          | -                          | -                          | -                             | -                          | -                          | -                          | -                          | Tea & Sympathy               |